# 布克斯 (聖加侖州)
布克斯（德語：Buchs，德語發音：[bʊks] ⓘ）是瑞士聖加侖州的一个市镇，位於該國東部，面積15.95平方公里，海拔高度448米，截至2017年12月31日总人口为12,612人。

## 外部連結
- Official website （页面存档备份，存于） （德文）